# Bunq
bunq B.V. (communément appelée bunq ou bunq-bank of The Free) est une fintech internationale dotée d'une licence bancaire européenne. Elle offre des services bancaires  aux résidents et aux entreprises des pays européens par le biais d’un abonnement à ses services,,.
La société a été créée en 2012 par l'entrepreneur néerlando-canadien Ali Niknam, qui avait auparavant fondé l'hébergeur Web TransIP et The Datacenter Group.
Le siège social de bunq se situe à Amsterdam, là où la société a été créée.
D’autres bureaux ont vu le jour à partir de l’année 2019. bunq est actuellement présente à Amsterdam, Rotterdam, Dublin, Sofia, Madrid, Bruxelles, Vienne et Varsovie. L'entreprise a atteint le statut de licorne en 2021,.
En janvier 2022, bunq comptait 247 employés.
En mai 2022, bunq acquiert l'application Tricount.

## Les débuts (2012-2015)
Le premier objectif visé par bunq était d’obtenir une licence bancaire européenne auprès de ‘De Nederlandsche Bank’, la banque centrale des Pays-Bas. En 2014, bunq a reçu une licence bancaire émise par la banque centrale néerlandaise, après quoi la société a lancé son application bunq et est devenue la première banque néerlandaise entièrement mobile,.
Breakthrough Banking décrit en outre comment le fait que Niknam ait été programmeur a considérablement contribué au développement de bunq. La plupart des personnes mentionnées par Huizinga comme ayant contribué au développement de l'entreprise étaient des développeurs ou avaient une formation en informatique. Niknam a d’ailleurs déclaré dans plusieurs interviews que « bunq est l’unique banque conçue par des codeurs ». Cela semble avoir influencé la perception que le public avait de bunq à ses débuts, car la banque a souvent été étiquetée comme étant « une entreprise technologique dotée d’une licence bancaire »,,.
Lors de son lancement en 2015, bunq a été surnommée le « WhatsApp des opérations bancaires » par le journal néerlandais NRC. Son modèle bancaire axé sur les produits et la technologie comme alternative aux modèles traditionnels étaient davantage soulignés,.
En octobre 2022, bunq a remporté un procès historique contre la Banque centrale néerlandaise.  bunq avait poursuivi la Banque centrale néerlandaise en justice pour les politiques de lutte contre le blanchiment d'argent (AML) de la banque centrale.  Le tribunal a statué en faveur de bunq utilisant un système d'apprentissage basé sur l'intelligence artificielle, plutôt qu'un système basé sur des règles imposé par la Banque centrale néerlandaise. La décision a permis à d'autres banques de moderniser également leurs propres stratégies AML.

## Expansion internationale (2015-à aujourd’hui)
Bien qu'initialement destinée au marché néerlandais, bunq s'est étendue à toute l'Europe dans les années qui ont suivi son lancement : elle propose des services bancaires mobiles aux Pays-Bas, en Belgique, en France, en Allemagne, en Irlande, en Italie, au Portugal et en Espagne. Depuis 2019, les services bancaires bunq sont disponibles dans le monde entier pour les résidents de 30 pays européens.
Au début des années 2020, bunq a commencé à proposer à ses utilisateurs différentes devises et des IBAN internationaux, quelle que soit leur situation géographique ou leur lieu de résidence. Offrir des IBAN de plusieurs pays sur un seul compte client est reconnu comme étant une solution à la discrimination à l’IBAN, qui, bien qu'illégale, serait encore pratiquée par de nombreuses banques et entreprises traditionnelles. bunq a été un adversaire virulent de cette pratique et son offre d'IBAN et de devises transfrontaliers est un autre bénéfice attribué à l’approche de bunq axée sur la technologie.

## Produit
Lors de son lancement public en 2015, bunq proposait des comptes bancaires personnels. Puis en 2016, les comptes professionnels ont été ajoutés. Tous les services sont proposés numériquement et comprennent : la gestion de l'argent sur les comptes IBAN, le transfert d'argent à l'international, l'envoi de demandes de paiement et les paiements mobiles. Les cartes de débit et de crédit Mastercard ainsi que les cartes de débit Maestro sont également incluses dans les offres bunq.
En outre, bunq propose une API publique, citée comme étant une avancée par rapport à la directive européenne PSD2,,.
Elle permet aux développeurs de logiciels d'accéder à leurs comptes bancaires à l’aide d’un programme et de créer leurs propres applications. La page bunq dédiée aux développeurs et son marché API qui présente les applications créées à l'aide de l’API bunq invitent les développeurs à innover,,.
Parmi les extensions de produits lancées lors des bunq Updates figurent Apple Pay, Liberté de Choix (qui permet aux titulaires de comptes de décider si et comment bunq investit leurs fonds), Green Card (une carte de crédit qui permet de compenser ses émissions de CO2) et les virements instantanés à travers l'Europe (en rejoignant le réseau TARGET Instant Payment Settlement (TIPS) développé par la Banque Centrale Européenne).
En 2021, bunq est devenue la première banque numérique à proposer des prêts hypothécaires,.
Grâce à sa licence bancaire, les titulaires de comptes bunq B.V. relèvent du système de garantie de la De Nederlandsche Bank. L'information peut être vérifiée en ligne directement sur le site de la De Nederlandsche Bank.
Il est important de vérifier la dénomination complète de l'établissement bancaire voire ses numéros d'identification pour s'assurer qu'un tiers n'usurpe pas son identité.

## Performance et impact
Contrairement à d'autres néobanques européennes, bunq n'a pas encore révélé publiquement combien de personnes ont ouvert un compte chez elle. Dans son application, elle partage cependant une mise à jour en temps réel du montant total des dépôts des utilisateurs. En 2021, ce nombre a dépassé le milliard d'euros.
Jusqu'en 2021, le fondateur Ali Niknam était le seul investisseur de bunq. Il a investi plus de 120 millions d'euros de fonds propres dans l'entreprise.
En 2021, bunq a réalisé une première levée de fonds faisant entrer à son capital le fonds britannique Pollen Street Capital, l'actionnaire de Capitalflow. Ce faisant, bunq a obtenu le plus grand tour de table de série A jamais obtenu par une fintech européenne, portant sa valorisation à 1,6 milliard d'euros et octroyant à bunq le statut de licorne,.
bunq est souvent considérée comme étant une banque challenger ou disruptrice,,.
Selon la Banque Centrale des Pays-Bas, bunq est l'une des fintech qui a « rendu le marché plus compétitif et plus innovant ».